# Ellmauer Halt
Ellmauer Halt – szczyt w pasmie Kaisergebirge, części Północnych Alp Wapiennych. Leży w Austrii w kraju związkowym Tyrol. Jest najwyższym szczytem pasma Kaisergebirge. Można go zdobyć ze schronisk Gruttenhütte (1620 m), Anton-Karg-Haus (829 m) i Hans-Berger-Haus (940 m). Znajduje się na nim krzyż.
Pierwszego wejścia w 1869 r. dokonali K. Hoffmann i J. Schlechter.